# مهيب الحمدو
مهيب عمر الحمدو هو ثائر ومعارض سوري كان يعملُ مع الجيش السوري قبل أن ينشقَّ عنه عام 2011 إبّان الاحتجاجات المناهضة للنظام السوري وينضمَّ للجيش الحر تحتَ رتبة عقيد. يُعتبر مهيب الحمدو أحد أوائلِ الطيارين الذين انشقُّوا بُعيد اندلاع الثورة السوريّة؛ وذلك بعد أن رفضَ قصف الأهداف التس حُدِّدت له في أطمة.

## المسيرة العسكريّة
بدأَ مهيب الحمدو مسيرتهُ العسكريّة في صفوفِ الجيش العربي السوري؛ قبل أن ينشقَّ عنه مع بداية الثورة السورية عام 2011 وذلك بعدما رفض قصف أهدافٍ حُدّدت له في مدينة أطمة. بُعيد الانشقاق؛ التحقَ الحمدو بالفرقة 101 (وهي جزءٌ من اللواء السابع) حيثُ سرعان ما أصبح قياديًا في الجيش الحر وساهم بدورٍ كبيرٍ في العديد من المعارك في حلب وريفها.
اشتهرَ مهيب الحمدو بفضلِ قيامه – حينما كان يعملُ مع الجيش السوري – بقصف حاجزِ تل سلور القريبِ من قرية أطمة أثناء محاولة الثوار تحرير الحاجز؛ حيثُ قام بإلقاء الصواريخ من طائرة مروحية على الحاجز ما ساعد بتحريره على يد الثوار في تلكَ الأثناء.

## الاعتقال
اعتُقل مهيب الحمدو من قِبل تنظيم الدولة الإسلامية لفترةٍ قصيرةٍ قبل أن يُطلق سراحه.

## الاغتيال
قُتل مهيب الحمدو في مدينة أطمة في الخامس من كانون الثاني/يناير 2015 بعدما انفجرت عبوةٌ ناسفةٌ كانت قد زُرعت بالقربِ من سيارته. أُصيب الحمدو بجروحٍ سطحيةٍ نتيجة الانفجار فنُقل على إثر ذلك إلى مشفى أورينت في المنطقة إلا أنه فارق الحياة بعد وقتٍ قصيرٍ نتيجة نزيف داخلي كان قد تعرَّض له.